# Lorch (Württemberg)
Lorch (Württemberg) este o comună din landul Baden-Württemberg, Germania.